# Слуп (Ґостинінський повіт)
Слуп (пол. Słup) — село в Польщі, у гміні Щавін-Косьцельни Ґостинінського повіту Мазовецького воєводства.
Населення — 147 осіб (2011).
У 1975-1998 роках село належало до Плоцького воєводства.

## Демографія
Демографічна структура станом на 31 березня 2011 року:
|          | Загалом | Допрацездатний вік | Працездатний вік | Постпрацездатний вік |
| -------- | ------- | ------------------ | ---------------- | -------------------- |
| Чоловіки | 73      | 15                 | 45               | 13                   |
| Жінки    | 74      | 16                 | 37               | 21                   |
| Разом    | 147     | 31                 | 82               | 34                   |